# 8912 Ohshimatake
8912 Ohshimatake (1995 YN1) là một tiểu hành tinh vành đai chính được phát hiện ngày 21 tháng 12 năm 1995 bởi T. Kobayashi ở Oizumi.